# Macrobaenetes sierrapintae
Macrobaenetes sierrapintae is een rechtvleugelig insect uit de familie grottensprinkhanen (Rhaphidophoridae). De wetenschappelijke naam van deze soort is voor het eerst geldig gepubliceerd in 1962 door Tinkham.